# Фогель, Владимир Рудольфович
Владимир Рудольфович Фогель (нем. Wladimir Vogel; 17 (29) февраля 1896, Москва — 19 июня 1984, Цюрих) — германо-швейцарский композитор российского происхождения. Один из самых известных швейцарских композиторов.

## Биография
Родился в Москве, после начала Первой мировой войны был выслан вместе с другими этническими немцами за Урал, но в 1918 году эмигрировал в Германию. 
С 1918 года изучал композицию в Берлине у Хайнца Тиссена, затем принадлежал, наряду с Куртом Вайлем и Люком Бальмером, к последнему семинару композиции Ферруччо Бузони в Берлинской Высшей школе музыки (1921—1922). Входил в музыкальную секцию Ноябрьской группы. В 1929—1933 годах преподавал в Консерватории Клиндворта-Шарвенки. 
В 1933 году покинул Германию, нелегально жил в Страсбурге, Брюсселе, Париже, Лондоне, пока в 1939 году не обосновался в Швейцарии, сперва в Асконе, а с 1964 года — в Цюрихе. Вёл педагогическую деятельность (под его руководством, в частности, совершенствовался Эйноюхани Раутаваара).
В творчестве Фогеля особое место занимают поиски возможностей синтеза речи и пения — начиная с цикла «Три разговорные песни на стихи Августа Штрамма» (нем. Drei Sprechlieder nach August Stramm für Bariton und Klavier; 1922) и далее к более масштабным сочинениям, для которых Фогель ввёл жанровое обозначение «драма-оратория» (нем. Dramma-Oratorio). Ему принадлежат также произведения для симфонического и камерного оркестра.
Похоронен на Витиконском кладбище в Цюрихе.